# BB 30000
Ne doit pas être confondu avec BB 26000, série de 1988.
Les BB 30000 sont deux locomotives électriques, prototypes tricourant de la SNCF, exploitées sur la ligne internationale Paris-Nord - Bruxelles entre 1961 et 1970.

## Description

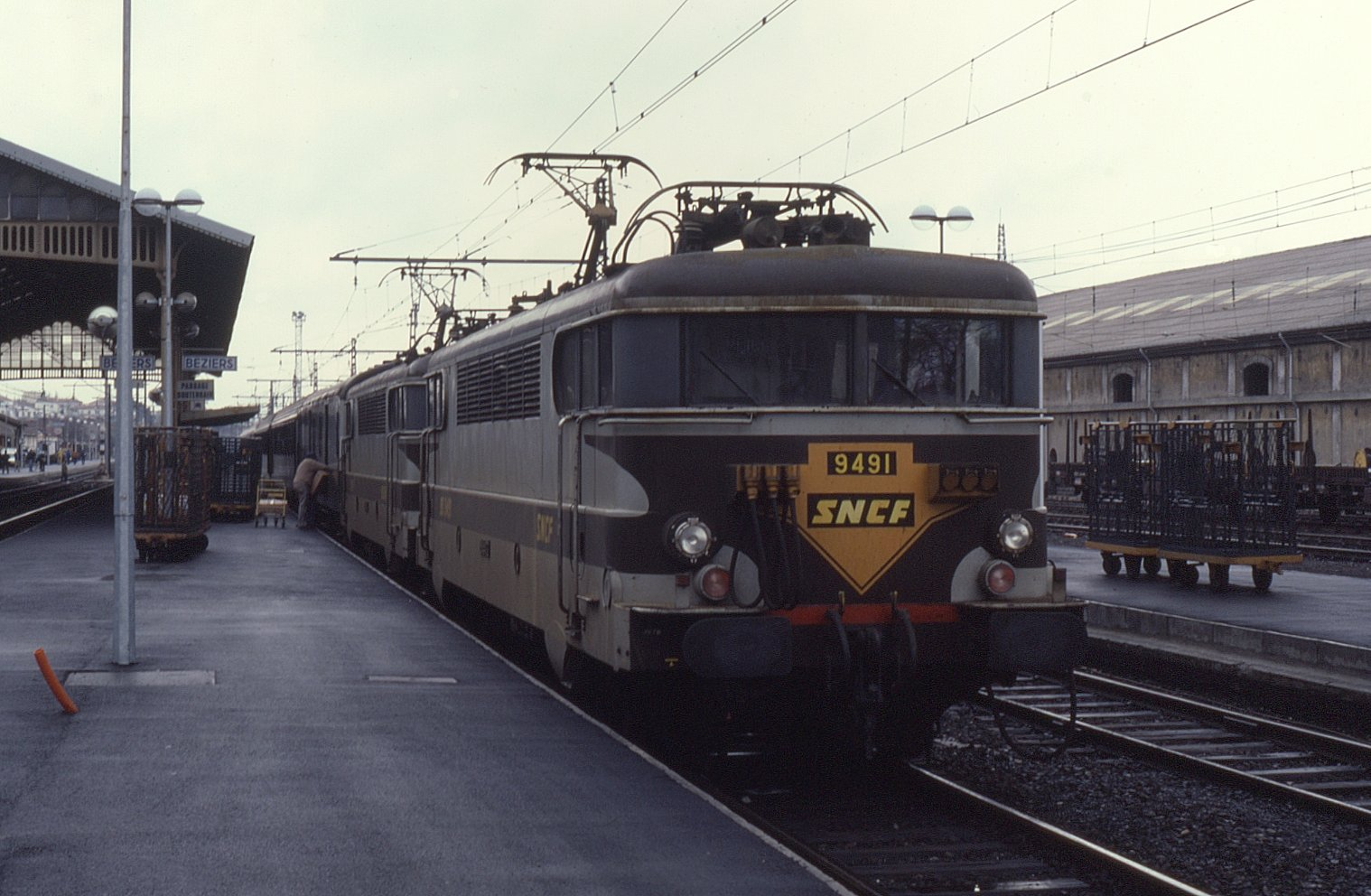
Locomotives BB 9400 de seconde sous-série (toiture haute).

Avec l'électrification progressive des lignes du réseau Nord de la France (25 kV 50 Hz) et de la Belgique (3 kV continu) au début des années 1960, la SNCF souhaitait se doter de machines polycourant capables d'assurer intégralement des parcours transfrontaliers, afin de tracter les trains rapides et TEE internationaux.
Les deux prototypes tricourant BB 30000 ont permis de tester des solutions techniques et opérationnelles qui seront ensuite appliquées aux machines quadricourant CC 40100 / Série 18. De son côté, la SNCB a adopté la même démarche, aboutissant aux machines tricourant Série 15 puis ultérieurement à la  Série 16, quadricourant.
Ces locomotives construites en 1961 sont dérivées des BB 9400 (deuxième sous-série à toiture haute) et modifiées pour fonctionner sous trois systèmes d'alimentation (1,5 kV continu, 3 kV continu et 25 kV 50 Hz) avec transformateur et redresseur. Le câblage des deux moteurs à courant continu permet l'utilisation en couplage parallèle sous caténaire 1,5 kV et en couplage série-parallèle sous caténaire 3 kV. Sous caténaire 25 kV, la tension est abaissée par le transformateur et le courant redressé, de façon à retrouver la configuration 1,5 kV continu.
Un dispositif permet de changer à l'arrêt le rapport de réduction du système d'entraînement des essieux: PV 100 km/h, GV 150 km/h. Les bogies sont monomoteurs avec moteurs entièrement suspendus.
Ces machines étaient dotées d'un troisième phare au-dessus des baies frontales pour circulation en régime international. Elles ont toujours circulé en livrée verte, ornée de moustaches en aluminium, dans un style similaire aux « Vespa » et aux premières « BB Jacquemin ».
Au cours de leur développement, ces machines subiront différentes modifications techniques, dont certaines apparentes: un troisième pantographe sera utilisé lors d'essais en 1961 puis déposé, un pantographe sera inversé (configuration retrouvée sur la BB 22200), et des feux rouges distincts seront apposés sur les faces en 1964 (ce qui allait progressivement devenir la norme sur les engins de ligne SNCF).
Prévues BB 20004 et BB 20005, elles seront livrées avec les numéros BB 26001 et BB 26002 puis seront renumérotées BB 30001 et BB 30002 en 1964.

## Carrière

### Services effectués
Ces locomotives ont été utilisées essentiellement sur les dessertes rapides et Trans-Europ-Express (TEE) Paris-Bruxelles, et ont préfiguré les CC 40100 avec lesquelles elles ont circulé conjointement par la suite.
Après de nombreux essais de mise au point puis une exploitation conjointe avec les BB 16000 sur le réseau nord entre 1961 et 1963, elles remorquent les premiers trains Paris-Bruxelles en traction électrique intégrale dès août 1963 (TEE Brabant). Le 9 septembre 1963, la BB 26002 pavoisée assure d'ailleurs le train inaugural de l'électrification totale de Paris à Bruxelles, transportant les délégations officielles dans des voitures Pullman de la CIWL. Un « train d'appoint » suivait quelques minutes derrière, remorqué par une machine tricourant belge de la Série 150.
Dès 1970, la mise en service des CC 40100 mieux adaptées à la traction de rames lourdes fait que les BB 30000 ne sont plus utilisées que sur des trains de voyageurs ou de fret circulant entre Paris et Lille.

### Lignes parcourues
- Paris - Lille
- Paris - Bruxelles via Aulnoye, Hautmont, Feignies (frontière), Quévy, et Mons (en service international)

### Dépôt titulaire
Les deux locomotives sont affectées au dépôt de La Chapelle où elles restent pour toute leur carrière. La BB 26001, arrivée la 15 novembre 1961, est renumérotée BB 30001 en 1964 ; elle est radiée le 6 décembre 1974 après avoir tracté son dernier train le 7 juin précédent. La BB 26002 (BB 30002 après 1964), arrive au dépôt le 12 juillet 1963 ; victime d'un incendie le 2 octobre 1970 et non réparée, elle est radiée le 14 mai 1971.

## Modélisme
- Aucune reproduction en HO de firme connue à ce jour. Il existe tout de même un transkit réalisé par l'Obsidienne à monter sur un châssis Lima de BB 9400.

Le modèle reproduit en HO par SMCF (Super Modèle de Chemin de Fer) au tout début des années 1960 sous le numéro BB 30003 représente une locomotive bi-fréquence qui a été renommée BB 20103 à la SNCF, et qui n'a aucun lien avec les BB 30000 tricourant.